# 電子メール活用能力検定試験
電子メール活用能力検定試験（でんしめーるかつようのうりょくけんていしけん）は、日本商工会議所がかつて主催していた、検定である。
平成２８年度末をもって、日商PC検定試験へ統合された

## 概要
- 社内の業務連絡や企業間の文章のやりとりのための一般的な手段となった電子メールについて、適切な利活用のための知識・技術を習得することを目的としていた。
- 試験は全てCBTによって行われ、試験終了後即時、合否判定と結果の通知を行なっていた。
- 試験は全国のネット試験会場にて行われ、実施日・実施回数も会場ごとに決定していた。

## 試験会場
- 主催団体が認定した大学、専門学校、パソコンスクールなどの教育機関や企業を試験会場としていた。